# Janina Holecka
Janina Holecka, ps. „Dunin”, „Maria Dunin” (ur. 14 września?/26 września 1894 w Odessie, zm. 29 października 1920 tamże) – wywiadowczyni Polskiej Organizacji Wojskowej, dama Orderu Virtuti Militari, uczestniczka wojny polsko-bolszewickiej.

## Życiorys
Urodziła się 26 września 1894 w Odessie, w rodzinie urzędnika bankowego. W rodzinnym mieście uczęszczała do gimnazjum, po którego ukończeniu, w 1912 pomimo sprzeciwu rodziców rozpoczęła pracę zarobkową w biurze.
1 września 1919 pod pseudonimem „Maria Dunin” wstąpiła do Polskiej Organizacji Wojskowej. W organizacji rozpoczęła służbę w Biurze Wywiadowczym Komendy Okręgowej (KN III C1) na stanowisku maszynistki, a potem szyfrantki i łączniczki. Do jej obowiązków należało szyfrowanie raportów wojskowych, które następnie wysyłała do Sztabu Generalnego Wojska Polskiego. Była wywiadowczynią i, wraz z koleżanką o ps. „Esta”, wykonywała zadania zlecane przez komendanta Okręgu. Jesienią 1919 kierowała  placówką wywiadowczą POW w Batumi. Odpowiadała za zbieranie wiadomości z rejonu wybrzeża Morza Czarnego w okolicach Kaukazu oraz za utrzymanie łączności z Konstantynopolem. W styczniu 1920, ze względu na możliwość dekonspiracji, większość pracowników zmuszona była do opuszczenia swoich domostw, ale Janina oraz czterech innych członków odeskiej POW pozostali na swoich stanowiskach.
W lutym 1920, kiedy do miasta wkroczyły oddziały bolszewickie, w dalszym ciągu kontynuowała działalność wywiadowczą w KN III POW. Przekazywała do Oddziału II Sztabu Generalnego informacje o sytuacji wojskowej oraz politycznej. Przechowywała też w swoim mieszkaniu archiwum placówki. W przeciągu dnia wykonywała pracę zarobkową, a w nocy szyfrowała raporty wywiadowcze. Jej placówka została jedna wykryta po ośmiu miesiącach działalności. 20 października 1920 została aresztowana razem z Anną Węgrzynowską, komendantem placówki Karolem Łastowskim, Stefanem Czarneckim oraz Konstantym Zalewskim przez Czeka. Po ciężkim śledztwie, 29 października 1920 wszyscy zostali rozstrzelani. Więźniowie, którzy przeżyli opowiadali, że Janina nie dała się nabrać na żadne prowokacje ani obietnice darowania jej życia. Wszystkie powierzone jej tajemnice zabrała do grobu....
Komendant Naczelny POW na Wschodzie Henryk Józewski w uzasadnieniu o przyznaniu Janinie Holeckiej Krzyża Srebrnego Orderu Wojskowego Virtuti Militari napisał: W styczniu 1920, gdy został wypracowany plan częściowej ewakuacji Placówki Odeskiej ze względu na oczekiwaną okupację sowiecką ś.p. Janina Holecka, pomimo odbytej już półrocznej pracy zafrontowej dającej jej prawo powrotu do kraju, zgłosiła chęć pozostania na placówce, powodując się chęcią przysporzenia maksimum pożytku w chwili oczekiwanych decydujących wypadków na Wschodzie. Jednocześnie przyjęła na siebie przechowywanie archiwum placówki, w całej swojej pracy kierując się pobudkami natury li tylko ideowej. Aresztowana w październiku 1920 przez władze sowieckie ś.p. Janina Holecka została poddana badaniom wielokrotnym ze stosowaniem gróźb i tortur. Z zupełnym spokojem i wyjątkowym męstwem przyjęła je,  nie wydając z siebie ani jednego nazwiska, ani jednej informacji z tajemnic służbowych. Poniosła śmierć godnie, do ostatniej chwili zachowując pełną świadomość ciążącego na Niej obowiązku i odpowiedzialności.

## Ordery i odznaczenia
- Krzyż Srebrny Orderu Wojskowego Virtuti Militari nr 7912 – pośmiertnie, 17 maja 1922 „za czyny w byłej POW na Wschodzie (KN III)”[3]
- Krzyż Niepodległości − pośmiertnie 18 września 1933[5][6][7]